# McCamey
McCamey – miasto w Stanach Zjednoczonych, w stanie Teksas, w hrabstwie Upton.